# تونی وولف
تونی وولف (انگلیسی: Toni Wolff)
تونی وولف: دانشمند برجسته روان‌شناسی و روان‌درمانی
تونی وولف، با نام کامل آنتونیا آنا وولف، در ۱۸ سپتامبر ۱۸۸۸ در زوریخ، سوئیس به دنیا آمد و تا زمان مرگش در ۲۱ مارس ۱۹۵۳ به‌عنوان یکی از چهره‌های برجسته و تاثیرگذار در زمینه روان‌شناسی تحلیلی شناخته می‌شد. وولف به‌عنوان یکی از همکاران نزدیک کارل گوستاو یونگ و از پیشگامان روان‌شناسی تحلیلی نقش مهمی در توسعه و گسترش این شاخه از روان‌شناسی داشت.
دوران کودکی و تحصیلات
وولف در خانواده‌ای مرفه و تحصیل‌کرده در زوریخ به دنیا آمد. او از کودکی به تحصیل و هنر علاقه‌مند بود و در زمینه‌های مختلفی همچون نقاشی و موسیقی استعداد داشت. تحصیلات اولیه خود را در زوریخ به پایان رساند و سپس به تحصیل در رشته‌های مختلف هنری و علوم انسانی پرداخت. در دوران جوانی، به‌دلیل بروز بحران‌های شخصی و روحی، به روان‌شناسی علاقه‌مند شد و به مطالعه عمیق‌تر در این زمینه پرداخت.
آشنایی با کارل گوستاو یونگ
آشنایی تونی وولف با کارل گوستاو یونگ نقطه عطفی در زندگی حرفه‌ای او بود. وولف در سال ۱۹۱۰ با یونگ آشنا شد و این آشنایی به‌سرعت به همکاری و رابطه‌ای عمیق تبدیل شد. یونگ که در آن زمان یکی از پیشگامان روان‌شناسی تحلیلی بود، وولف را به‌عنوان دستیار و همکار خود پذیرفت و به او در تحقیق و مطالعه در زمینه‌های مختلف روان‌شناسی تحلیلی کمک کرد. وولف نیز با ذکاوت و استعداد بالای خود، نقش مهمی در توسعه نظریات یونگ ایفا کرد و به یکی از همکاران کلیدی او تبدیل شد.
نظریه‌های روان‌شناسی تحلیلی
وولف به‌عنوان یکی از پیشگامان روان‌شناسی تحلیلی، به‌ویژه در زمینه بررسی شخصیت و روان‌درمانی، نقش مهمی ایفا کرد. او با همکاری یونگ، به توسعه نظریه‌های مهمی مانند «آرکی‌تایپ‌ها» (Archetypes) و «ناخودآگاه جمعی» (Collective Unconscious) کمک کرد. آرکی‌تایپ‌ها به‌عنوان نمادهای جهانی و الگوهای رفتاری که در ناخودآگاه جمعی انسان‌ها وجود دارند، یکی از نظریات کلیدی در روان‌شناسی تحلیلی است که وولف در توسعه و بررسی آن نقش داشت.
نقش وولف در روان‌درمانی
تونی وولف به‌عنوان یک روان‌درمانگر ماهر و باتجربه، به درمان بسیاری از بیماران پرداخت و با استفاده از نظریات روان‌شناسی تحلیلی، به بهبود وضعیت روانی آن‌ها کمک کرد. وولف به‌ویژه در زمینه بررسی و درمان مشکلات روانی زنان شهرت داشت و نظریات مهمی در این زمینه ارائه کرد. او معتقد بود که زنان به دلیل ساختار روانی خاص خود، نیازمند رویکردهای متفاوتی در روان‌درمانی هستند و به همین دلیل تلاش کرد تا روش‌های درمانی جدیدی را برای کمک به زنان توسعه دهد.
آثار و تحقیقات
وولف با وجود همکاری نزدیک با یونگ و تأثیرات گسترده‌ای که بر روان‌شناسی تحلیلی داشت، کمتر به انتشار آثار علمی پرداخت و بیشتر به تحقیقات و فعالیت‌های عملی مشغول بود. با این حال، او مقاله‌ها و یادداشت‌های متعددی درباره نظریات و تحقیقات خود نوشت که بعدها توسط محققان دیگر منتشر و مورد بررسی قرار گرفت. یکی از آثار مهم او کتاب «ساختار روانی زنان» (The Structural Forms of the Feminine Psyche) است که به بررسی جنبه‌های مختلف روان‌شناسی زنان و تأثیرات آن بر روان‌درمانی می‌پردازد.
رابطه پیچیده با یونگ
رابطه تونی وولف با کارل گوستاو یونگ نه تنها یک همکاری حرفه‌ای بلکه رابطه‌ای پیچیده و چندوجهی بود. این دو نه تنها به‌عنوان همکار بلکه به‌عنوان دوستان و شرکای عاطفی نیز با هم ارتباط داشتند. این رابطه نزدیک و پیچیده، تاثیرات زیادی بر زندگی و کار هر دو داشت و به توسعه نظریات و تحقیقات مشترک آن‌ها کمک کرد. وولف به‌عنوان یکی از مهم‌ترین و تأثیرگذارترین افراد در زندگی و کار یونگ شناخته می‌شود و تأثیرات او بر روان‌شناسی تحلیلی همچنان مورد توجه محققان و علاقه‌مندان به این حوزه است.
چالش‌ها و نقدها
علیرغم تأثیرات گسترده و نقش مهمی که تونی وولف در توسعه روان‌شناسی تحلیلی داشت، او با چالش‌ها و نقدهای متعددی نیز مواجه بود. یکی از نقدهای اصلی به او این بود که بیشتر به‌عنوان همکار یونگ شناخته می‌شد و کمتر به‌صورت مستقل به فعالیت‌های علمی و انتشار آثار خود پرداخت. این موضوع باعث شد که برخی از دستاوردهای او تحت تأثیر همکاری با یونگ قرار گیرد و به‌طور مستقل شناخته نشود. با این حال، نقش و تأثیرات او بر روان‌شناسی تحلیلی غیرقابل انکار است و محققان همچنان به بررسی و ارزیابی آثار و تأثیرات او ادامه می‌دهند.
اهمیت و میراث
تونی وولف با توجه به نقش مهمی که در توسعه روان‌شناسی تحلیلی و نظریات یونگ ایفا کرد، به‌عنوان یکی از چهره‌های برجسته و تأثیرگذار در این زمینه شناخته می‌شود. او با همکاری نزدیک با یونگ و توسعه نظریات مهمی مانند آرکی‌تایپ‌ها و ناخودآگاه جمعی، نقش کلیدی در گسترش و پیشرفت روان‌شناسی تحلیلی داشت.
میراث وولف در زمینه روان‌شناسی تحلیلی همچنان زنده است و آثار و نظریات او همچنان مورد بررسی و استفاده قرار می‌گیرند.
نتیجه‌گیری
تونی وولف با بیش از چهار دهه فعالیت در زمینه روان‌شناسی و روان‌درمانی، به یکی از چهره‌های برجسته و تأثیرگذار در این حوزه تبدیل شد. او با همکاری نزدیک با کارل گوستاو یونگ و توسعه نظریات مهمی مانند آرکی‌تایپ‌ها و ناخودآگاه جمعی، نقش مهمی در گسترش و پیشرفت روان‌شناسی تحلیلی داشت. وولف با استفاده از دانش و تجربیات خود، به بهبود وضعیت روانی بسیاری از افراد کمک کرد و تأثیرات گسترده‌ای بر روان‌شناسی تحلیلی و روان‌درمانی داشت. او به‌عنوان یکی از پیشگامان و نوآوران در این زمینه شناخته می‌شود و میراث و آثارش همچنان مورد توجه و تحسین قرار دارد.

## رابطه با کارل یونگ
«تونی وولف» ابتدا یکی از بیماران و سپس شاگرد و همکار کارل یونگ بود که یونگ با وی برای مدت ده‌ها سال رابطه عاطفی برقرار کرد.

## سانسور شدن نام وی در آثار کارل یانگ
کتاب «خاطرات، رؤیاها، تفکرات» که کتابی است که توسط «آنیتا جعف» منشی کارل یانگ نگاشته شده، و به‌عنوان یک زندگی‌نامه از کارل یونگ معرفی می‌شود، بعدها توسط خانواده و پیروان کارل یونگ ویرایش شده و قسمت‌های مرتبط با «تونی وولف» از این کتاب حذف شده‌است.